# Crambus rotarellus
Crambus rotarellus là một loài bướm đêm trong họ Crambidae.